# 알리 조버

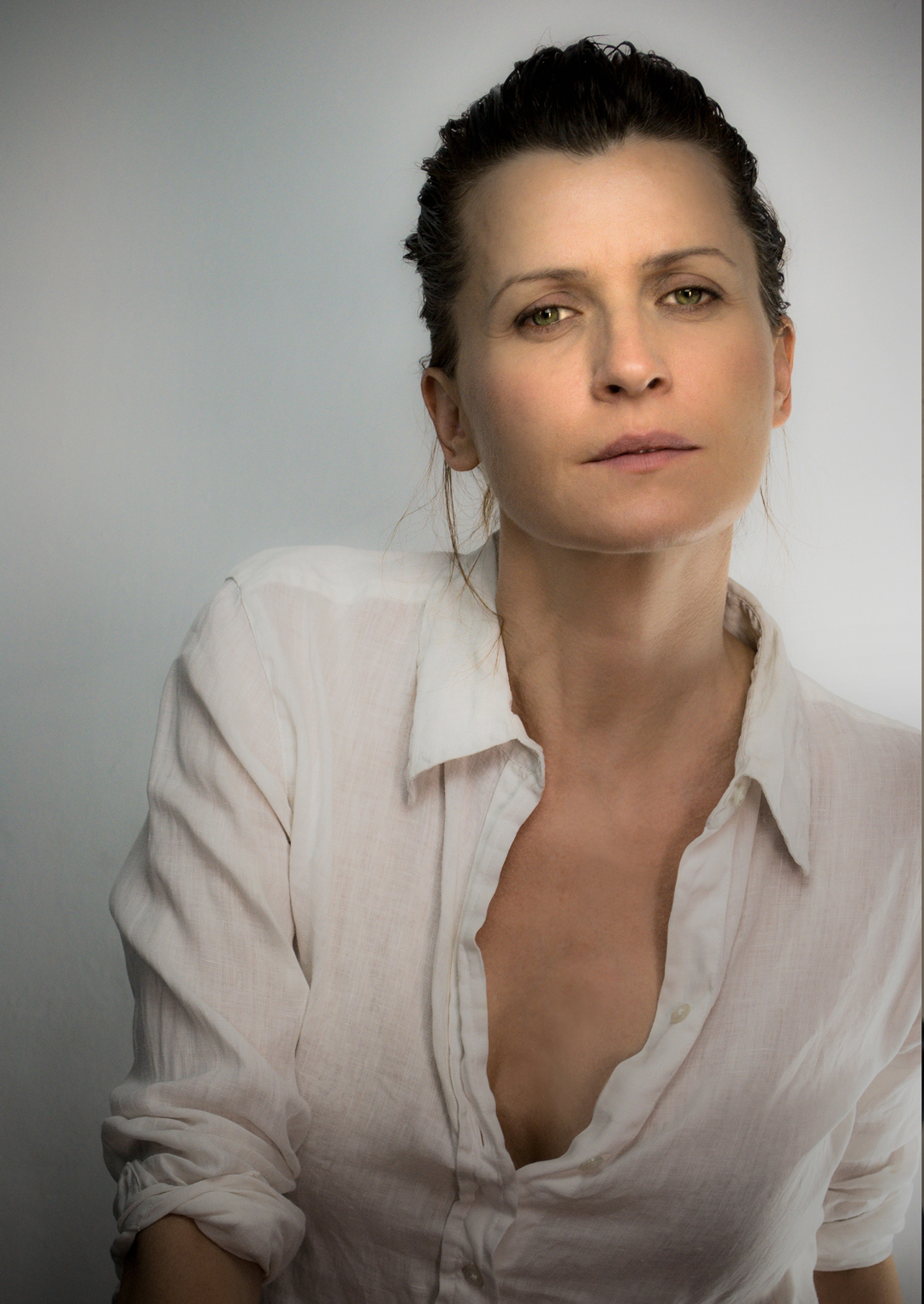

알리 호베르(Araceli Jover Comas, 1970년 5월 2일 ~ )는 스페인의 배우, 영화배우이다. 멜리야에서 태어났다.

## 영화
- 어 프로미넌트 페이션트 (2017년)
- 아홀로틀 오버킬 (2017년)
- 더 아이디어리스트 (2015년)
- 투 나잇 틸 모닝 (2015년)
- 터닝 타이드 (2013년) - 안나 역
- 더 룩아웃 (2012년) - 캐시 역
- 트와이스 어폰 어 타임 (2012년) - 아나 역
- 엘리제궁의 요리사 (2012년)
- 밀레니엄 : 여자를 증오한 남자들 (2011년) - 리브 역
- 미니스터 (2010년) - 세브린 역
- 지골라 (2010년) - 요한 역
- 마그마 (2009년)
- 리그렛 (2009년) - 리사 역
- 번커 (2008년)
- 리틀 애쉬: 달리가 사랑한 그림 (2008년)
- 두 나라 (2007년)
- 딸을 찾아서 (2006년)
- 마담 이르마 (2006, Madame Irma)
- 늑대의 제국 (2005년) - 아나 역
- 에이프릴 샤워 (2003년) - 소피 역
- 뱀파이어로스무에르토스 (2002년)
- 임포스터 (2001년)
- 포 독스 플레잉 포커 (2000년) - 마리아 역
- 에브리씽 풋 투게더 (2000년)
- 블레이드 (1998년) - 머큐리 역
- 플레이어(영어판) (1997년)